# Manisa FK
Der Manisa Futbol Kulübü ist ein türkischer Sportverein aus Manisa, der durch seine Fußballabteilung bekannt ist. Aktuell spielt die Fußballmannschaft in der TFF 1. Lig, der zweithöchsten Spielklasse im türkischen Fußball. Manisa BB steht im Schatten von Manisaspor, welcher größere Erfolge, insbesondere in der Fußballabteilung, zu verzeichnen hat. Der Verein änderte im Sommer 2019 seinen bisherigen Namen in „Manisa Büyükşehir Belediyespor“ in Manisa Futbol Kulübü (Kurzform: Manisa FK) um.

## Geschichte der Fußballmannschaft
Manisa BB wurde 1994 gegründet und spielte zunächst in den türkischen Amateurligen und der Bölgesel Amatör Lig. In der Saison 2011/12 belegte der Verein den fünften Platz, in der folgenden Saison, der Saison 2012/13, konnte die Leistung gesteigert werden – zum Ende der Saison belegte man den dritten Platz und verpasste die Teilnahme an den Play-offs zu der TFF 3. Lig nur knapp. Manisa BB hatte mit 65 erzielten Toren die meisten Tore aller Mannschaften in der Gruppe erzielt. Erwähnenswert ist auch ein 10:1-Heimsieg gegen den früheren Zweitligisten Afyonkarahisarspor und ein 6:0-Auswärtssieg bei Uşak İl Özel İdare.
Wie in der Vorsaison wurde 2013/14 der Aufstieg knapp verfehlt: In der Gruppe 7 belegte man nach Saisonende den zweiten Platz mit 59 Punkten, somit qualifizierte man sich für die Play-off-Spiele in die 3. Lig, wo man am 26. April 2014 auf Somaspor traf, der mit 2:1 besiegt werden konnte. Im Endspiel begegnete man dann am 3. Mai 2014 Çine Madranspor. Nach einem hart umkämpften Spiel mit insgesamt zehn gelben Karten und einer gelb-roten Karte verlor Manisa BB das Spiel mit 2:3. In der folgenden Saison wurde der Aufstieg dann als erster Platz erreicht.

## Namensänderung in Manisa Futbol Kulübü
Der Verein änderte im Sommer 2019 seinen bisherigen Namen in „Manisa Büyükşehir Belediyespor“ in Manisa Futbol Kulübü (Kurzform: Manisa FK) um.

## Kader Saison 2024/25
| Nr. |                         | Position | Name               |
| --- | ----------------------- | -------- | ------------------ |
| 23  | Turkei                  | TW       | Eren Karataş       |
| 69  | Turkei                  | TW       | Orhan Kurşun       |
|     | Turkei                  | TW       | Samet Karabatak    |
| 6   | Turkei                  | AB       | Kaan Kanak         |
| 17  | Bosnien und Herzegowina | AB       | Daniel Graovac     |
| 45  | Turkei                  | AB       | Ayperk Karapo      |
| 50  | Turkei                  | AB       | Bartu Göçmen       |
| 54  | Turkei                  | AB       | Ensar Akgün        |
|     | Turkei                  | AB       | Birkan Yılmaz      |
|     | Turkei                  | AB       | Umut Erdem         |
|     | Turkei                  | AB       | Yusuf Talum        |
|     | Turkei                  | AB       | Oktay Gürdal       |
|     | Turkei                  | AB       | Abdul Kadir Dursun |
| 8   | Turkei                  | MF       | Oğuz Gürbulak      |
| 36  | Turkei                  | MF       | Burak Altıparmak   |

| Nr. |                         | Position | Name                 |
| --- | ----------------------- | -------- | -------------------- |
|     | Bosnien und Herzegowina | MF       | Faris Kadrić         |
|     | Turkei                  | MF       | Yunus Emre Dursun    |
|     | Senegal                 | MF       | Mamadou Cissokho     |
|     | Turkei                  | MF       | Mehmet Ali Çelik     |
|     | Turkei                  | MF       | Kadir Kaan Yurdakul  |
|     | Turkei                  | MF       | Fırat Sarı           |
|     | Turkei                  | MF       | Mert Ali Özbaykiz    |
| 11  | Turkei                  | ST       | Kerim Frei           |
| 21  | Mali                    | ST       | Demba Diallo         |
|     | Turkei                  | ST       | Efe Taylan Altunkara |
|     | Turkei                  | ST       | Batuhan Nizam        |
|     | Ghana                   | ST       | Kwasi Okyere Wriedt  |
|     | Turkei                  | ST       | Muhammed Kiprit      |
|     | Turkei                  | ST       | Arda Çolak           |
|     | Turkei                  | ST       | Osman Destan         |

Letzte Aktualisierung: 24. Juli 2024

## Trainer (Auswahl)
- Levent Eriş
- Taner Taşkın
- İsmail Ertekin

## Präsidenten (Auswahl)
- Cenk Ergün
- Mevlüt Aktan